# Music on a Long Thin Wire
Music on a Long Thin Wire ist ein Werk des amerikanischen Komponisten und Klangkünstlers Alvin Lucier aus dem Jahr 1977. Das an der Grenze zwischen Klanginstallation und Komposition angesiedelte Werk trägt die vollständige Bezeichnung Music on a Long Thin Wire für Sinustongenerator und elektronisches Monochord.

## Aufbau und Spielanweisung

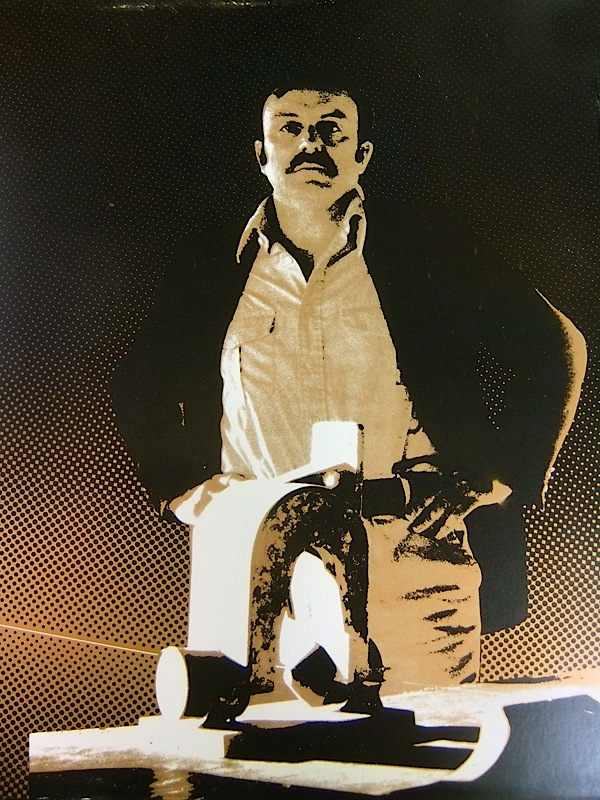
Alvin Lucier hinter dem Hufeisenmagneten, der zur Schwingungsanregung des Drahtes genutzt wird (Coverdetail der Schallplatten-Veröffentlichung, Lovely Music 1980)

Das Werk besteht aus einer Klanginstallation, in der eine lange gespannte Drahtsaite elektronisch angeregt und ihre Schwingungen über Lautsprecher hörbar gemacht werden. Ein langer dünner Stahldraht, etwa Klaviersaitendraht, wird dazu durch einen Raum gespannt und an beiden Enden wie bei Saiteninstrumenten über Stege geführt. An den Stegen werden Tonabnehmer angebracht, deren Signal über Lautsprecher hörbar gemacht wird. Durch den Draht wird das elektronisch verstärkte Sinussignal eines Tongenerators geleitet. Auf einer Seite der Installation läuft der Draht durch den Spalt eines starken Hufeisenmagneten und wird durch die Wechselwirkung des stromdurchflossenen Drahtes mit dem Magnetfeld in Schwingungen versetzt. Lucier schlägt zudem eine Beleuchtung des Drahtes vor, um die Schwingungen auch optisch wahrnehmen zu können.
Die Installation kommt nach der Einrichtung im Wesentlichen ohne einen Interpreten aus, der für die Einrichtung Verantwortliche legt aber die situations- und ortsabhängigen Parameter wie die Art, Länge und Spannung des Drahtes und die Frequenz und Stärke seiner elektronischen Anregung fest. Letztere können in einer Konzertsituation auch variiert werden, wobei die Frequenz innerhalb der vorher festgelegten, beliebig langen Konzertabschnitte jeweils konstant bleiben soll. Die Stärke der Anregung darf in einem Abschnitt sehr langsam und kontinuierlich verändert werden, um die resultierenden Klänge zu erkunden. Die einzelnen Abschnitte werden durch Pausen voneinander abgesetzt, in denen eine neue Anregungsfrequenz gewählt werden kann. Eine bewusste Steuerung oder Auswahl der Klänge im Sinne einer Interpretation ist ausdrücklich nicht erwünscht, so dass das Werk auch als reine Klanginstallation mit festen Parametern realisiert werden kann. Lucier selbst spielte 1979 die Veröffentlichung auf Schallplatte ohne eine Änderung der Anregungsintensitivität innerhalb der vier, knapp 20 Minuten langen Abschnitte ein.

## Veröffentlichungen und Realisationen

### Veröffentlichungen
- Alvin Lucier: Music on a Long Thin Wire. 4 Variationen, 74:44 min. Lovely Music 1980 (CD 1011, aufgenommen 1979 im U.S. Custom House, New York)
- OHM: The Early Gurus of Electronic Music. Ellipsis Arts 2000, mit einem Ausschnitt (6:43 min.) aus der Veröffentlichung auf Lovely Music

### Realisationen (Auswahl)
- 1979, Winrock Shopping Center, Albuquerque, die Installation wurde ohne Unterbrechung fünf Tage lang von KUNM-FM, der Public Radio Station der Universität von New Mexico gesendet[2]
- 1980, Landmark Center, Saint Paul[2]
- 1988, Gallery of the Center for the Arts an der Wesleyan University[2]
- 1999, singuhr-projekte in der Parochialkirche (Berlin) als Twins, eine von Lucier eingerichtete Variante des Werkes mit zwei Drähten (13. Mai – 13. Juni 1999)[4]
- 2011, private Realisation durch Tom Duff für die Internetradiostation sfSoundRadio in San Francisco, die ebenfalls für volle fünf Tage ohne Unterbrechung live gesendet wurde (8 – 12. April 2011)[5]
- 2011, Kunsthaus Zug im Rahmen der Ausstellung Linea, 21. November 2010 – 27. März 2011[6]
- 2013, Brno: Exposition of New Music-Festival, 12. Juni 2013[7]
- 2015, Dartmouth College: Dartmouth’s Digital Arts Exhibition (DAX), 28. April 2015[8]
- 2024, Re-Installation von Twins (1999) in der Parochialkirche Berlin im Rahmen des Festivals extended spaces – resonant bodies: Alvin Lucier, 14. – 22. September 2024[9]